# Franz Binder
Franz Binder (St. Pölten, 1 december 1911 – Wenen, 24 april 1989) was een Oostenrijkse voetballer en trainer. Hij is de speler die het vaakst scoorde voor Rapid Wien. Hij scoorde 1006 keer in 756 wedstrijden en is, naast iconische spelers als Gerd Müller, Josef Bican, Ferenc Puskas, Arthur Friedenreich en Pelé, een van de weinige spelers die meer dan 1.000 keer scoorden in hun professionele loopbaan.

## Biografie
Op 19-jarige leeftijd begon Binder voor Rapid Wien te spelen. Tot 1936 woonde hij nog thuis in St. Pölten en ging hij elke dag met de trein naar de hoofdstad. In 1935 en 1938 werd hij landskampioen met de club. Na de Anschluss bleef de competitie gewoon bestaan, maar de kampioen nam nu ook deel aan de eindronde om de Duitse landstitel. In 1940 strandde hij met Rapid in de halve finale tegen Dresdner SC. Een jaar later werden ze voor de vierde keer kampioen en bereikten deze keer de finale tegen FC Schalke 04. Schalke domineerde de afgelopen jaren de competitie en beleefde een gouden periode. De club kwam 0-2 voor toen Rapid een strafschop toegewezen kreeg. Binder nam deze maar kon deze niet omzetten. Na nog een goal in de 57ste minuut leek de situatie voor de Oostenrijkers uitzichtloos. Echter drie minuten later maakte Binders ploegmaat Schors de aansluitingstreffer. Daarna volgde een onemanshow van Binder, die een zuivere hattrick maakte binnen tien minuten, en zo zijn club met 4-3 voor zette. In de laatste twintig minuten bestormde Schalke het doel van Rapid, maar slaagde er niet meer in te scoren. In 1946 en 1948 werd Binder opnieuw Oostenrijks kampioen. In 1933, 1937 en 1938 was hij ook topschutter van de Oostenrijkse competitie.
Binder speelde 19 interlands voor Oostenrijk en tussen 1939 tot 1941 negen interlands voor het Duitse nationale elftal.
Na zijn actieve carrière werd Binder trainer, onder andere van SSV Jahn Regensburg, PSV Eindhoven, 1. FC Nürnberg, 1860 München, Rapid Wien en FC Kufstein.